# Have a Laugh!
Have a Laugh! (vrij vertaald uit het Engels: Even lachen; ook wel bekend als Mickey Mouse - Have a Laugh!) is een animatieserie geproduceerd door The Walt Disney Company.

## Serie
De serie bestaat uit digitaal verbeterde versies van de klassieke (korte en lange) cartoons. De stemmen in de korte versies zijn opnieuw opgenomen door een nieuwe cast, die onder andere bestaat uit Tony Anselmo, Jim Cummings en Bill Farmer. Ook heeft de serie verschillende korte onderwerpen, zoals Disney's Re-Micks waar ze klassieke Mickey Mouse cartoons combineren met populaire nummers als "He Could Be the One" van Miley Cyrus.
In Nederland worden de afleveringen sinds 2009 uitgezonden door Disney XD. In Vlaanderen worden ze uitgezonden op Ketnet sinds december 2010.

## Personages
- Mickey Mouse
- Goofy, Pluto
- Minnie Mouse
- Donald Duck, Kwik, Kwek en Kwak
- Knabbel en Babbel, Katrien Duck
- Boris Boef
- The Narrator
- Mortimer Mouse
- Dr. Frankenollie